# Кошелевка (Астраханская область)
Кошелевка — село в Красноярском районе Астраханской области России. Входит в состав Ватаженского сельсовета.

## География
Село находится в юго-восточной части Астраханской области, в дельте реки Волги, на левом берегу протоки Кошелевка, вблизи государственной границы с Казахстаном, на расстоянии примерно 26 километров (по прямой) к востоку от села Красный Яр, административного центра района. Абсолютная высота — 24 метра ниже уровня моря.

## Население
| 2002 | 2010 |
| ---- | ---- |
| 116  | ↗118 |

По данным Всероссийской переписи, в 2010 году численность населения села составляла 118 человек (66 мужчин и 52 женщины). Согласно результатам переписи 2002 года, в национальной структуре населения казахи составляли 61 %, русские — 36 %.
| Национальность | Численность (2010) | Процент |
| -------------- | ------------------ | ------- |
| Казахи         | 64                 | 52,9%   |
| Русские        | 42                 | 34,7%   |
| Татары         | 6                  | 5%      |
| Не указана     | 9                  | 7,4%    |
| Всего          | 121                | 100%    |

## Инфраструктура
В селе функционируют фельдшерско-акушерский пункт, дом культуры и продуктовый магазин.

## Транспорт
Внешние транспортные связи осуществляются по автомобильной дороге, сообщающейся с автотрассой Е40 «Астрахань — граница с Казахстаном» и водным транспортом.

## Улицы
Уличная сеть села состоит из 2 улиц.